# (57424) Caelumnoctu
(57424) Caelumnoctu es un asteroide perteneciente al cinturón de asteroides, descubierto el 16 de septiembre de 2001 por el equipo del Lincoln Near-Earth Asteroid Research desde el Laboratorio Lincoln, Socorro, Nuevo México.

## Designación y nombre
Designado provisionalmente como 2001 SP22. El número del asteroide es realmente la fecha de 24 de abril de 1957, en homenaje al 50 aniversario en el año 2007 de la primera transmisión de la serie de televisión de la BBC "The Sky at Night" ("El cielo por la noche", Caelum noctu, en latín) esta serie de astronomía presentada al principio por Patrick Moore supone un récord para cualquier serie de televisión.

## Características orbitales
Caelumnoctu está situado a una distancia media del Sol de 3,035 ua, pudiendo alejarse hasta 3,323 ua y acercarse hasta 2,748 ua. Su excentricidad es 0,094 y la inclinación orbital 9,671 grados. Emplea 1932 días en completar una órbita alrededor del Sol.

## Características físicas
La magnitud absoluta de Caelumnoctu es 13,7. Tiene 6,876 km de diámetro y su albedo se estima en 0,113.